# Tifón Higos (2002)
El tifón Higos (designación internacional: 0221, designación JTWC: 25W) fue considerado el quinto tifón más fuerte que ha afectado a Tokio desde la Segunda Guerra Mundial. Higos, la vigésimo primera tormenta nombrada de la temporada de tifones del Pacífico de 2002, se desarrolló el 25 de septiembre de 2002 al este de las Islas Marianas del Norte. Siguió su trayectoria hacia el oeste-noroeste durante sus primeros días, y se intensificó constantemente hasta convertirse en un poderoso tifón el 29 de septiembre. Posteriormente, Higos se debilitó y giró hacia el noreste hacia Japón, tocando tierra en la prefectura de Kanagawa de ese país el 1 de octubre. Se debilitó al cruzar Honshu, y poco después de golpear a Hokkaidō, Higos se volvió extratropical el 2 de octubre. Los remanentes pasaron sobre Sakhalin y se disiparon el 4 de octubre.
Antes de atacar Japón, Higos produjo fuertes vientos en las Islas Marianas del Norte mientras pasaba hacia el norte. Estos vientos dañaron el suministro de alimentos en dos islas. Más tarde, Higos atravesó Japón con ráfagas de viento de hasta 161 km/h (100 mph), incluidas ráfagas récord en varios lugares. Un total de 608.130 edificios en el país quedaron sin electricidad y dos personas murieron electrocutadas a raíz de la tormenta. El tifón también dejó caer fuertes lluvias que alcanzaron un máximo de 346 mm (13,6 pulgadas). Las lluvias inundaron casas en todo el país y provocaron deslizamientos de tierra. Las altas olas arrastraron 25 botes a tierra y mataron a una persona a lo largo de la costa. Los daños en el país totalizaron JP¥ 261 mil millones ($2.14 mil millones en 2002 USD), y hubo cinco muertes en el país. Más tarde, los restos de Higos afectaron el Lejano Oriente de Rusia, matando a siete personas involucradas en dos naufragios en la costa de Krai de Primorie.

## Historia meteorológica
El Centro Conjunto de Advertencia de Tifones (JTWC) monitoreó por primera vez un área de clima alterado el 25 de septiembre de 2002. En ese momento, el sistema consistía en una circulación débil, pero con buen desagüe y ubicado en una zona de poca cizalladura del viento. El sistema se movió hacia el oeste-noroeste, dirigido por una cresta subtropical al este de Japón. El 26 de septiembre, se desarrolló una depresión tropical a unos 925 km (575 millas) al este de las Islas Marianas del Norte, y también al sur de la isla japonesa de Minamitorishima. Más tarde ese día, la Agencia Meteorológica de Japón (JMA) actualizó la depresión a tormenta tropical Higos, al mismo tiempo que el Centro Conjunto de Advertencia de Tifones (JTWC) también se actualizó a tormenta tropical. En ese momento, el sistema había desarrollado un área organizada de convección.
La tormenta se intensificó gradualmente mientras pasaba hacia el norte de Saipán, y Higos alcanzó el estado de tifón el 27 de septiembre. Poco después, también pasó al sur de Pagan Island. Se desarrolló un ojo bien definido de 15 km (9 millas) de diámetro, y Higos se intensificó rápidamente. A las 12:00 UTC del 29 de septiembre, el tifón Higos alcanzó su máxima intensidad. La Agencia Meteorológica de Japón (JMA) estimó vientos máximos sostenidos de 10 minutos de 175 km/h (110 mph), y la Centro Conjunto de Advertencia de Tifones (JTWC) estimó vientos de 1 minuto de 250 km/h (155 mph), lo que convirtió a Higos en un súper tifón. Después de haberse movido hacia el oeste-noroeste durante varios días, Higos redujo la velocidad y comenzó a girar hacia el norte mientras estaba en su punto máximo. Su cambio de movimiento se debió a que una vaguada que se movía hacia el este creaba una debilidad en la cresta. El tifón se aceleró hacia el noreste hacia Japón y se debilitó gradualmente debido al aumento de la cizalladura del viento.

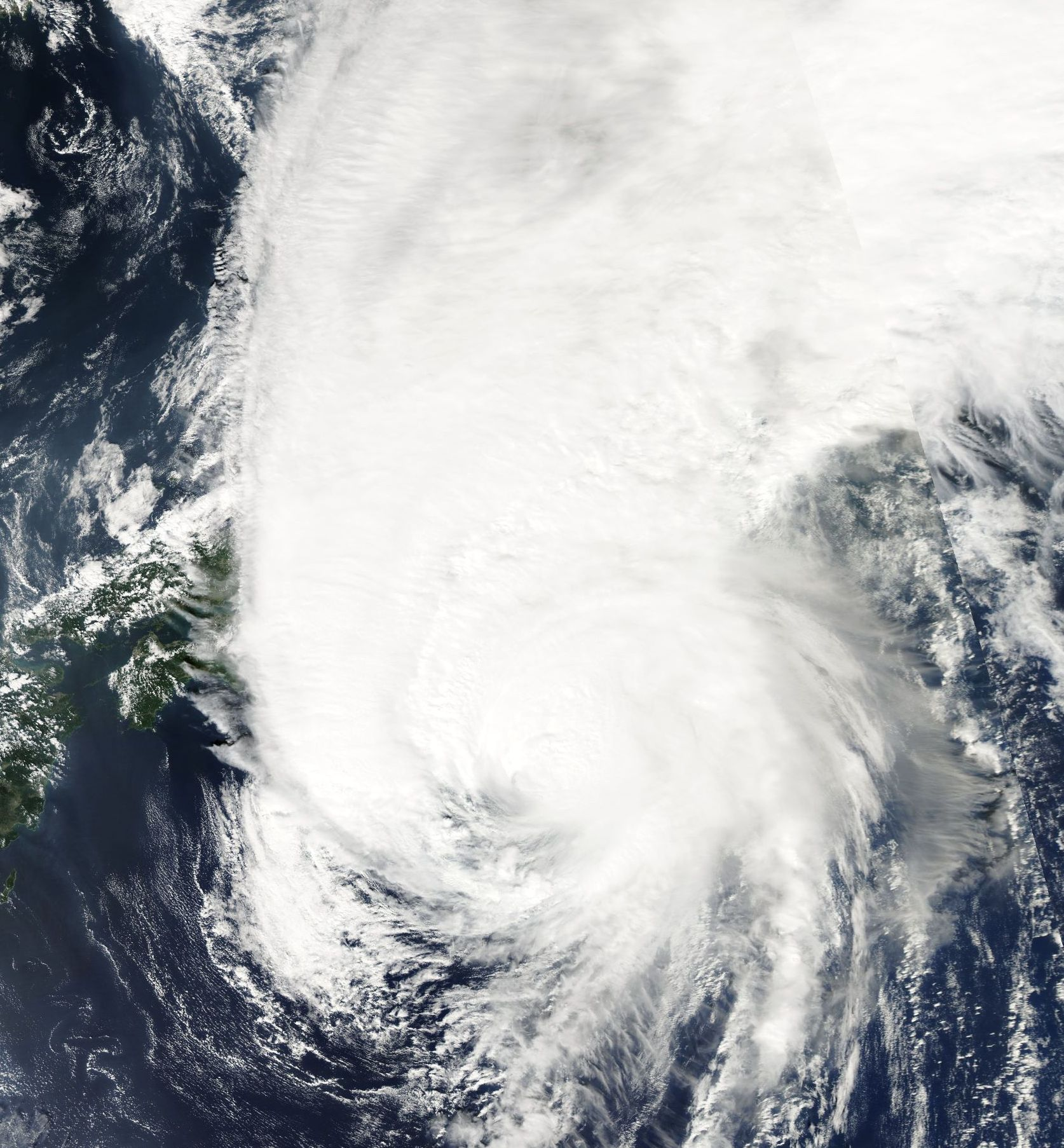
El tifón Higos se acerca a Japón el 1 de octubre de 2002

Alrededor de las 11:00 UTC del 1 de octubre, Higos pasó justo al este de la península de Miura con vientos de 130 km/h (80 mph), unos 30 minutos antes de tocar tierra en la parte oriental de la prefectura de Kanagawa, cerca de Yokosuka. Higos pasó muy cerca de Tokio alrededor de las 12:00 UTC de ese día, convirtiéndose en el tercer tifón más fuerte que afecta a la ciudad desde la Segunda Guerra Mundial, según el Centro Conjunto de Advertencia de Tifones (JTWC). El tifón se debilitó hasta convertirse en tormenta tropical mientras cruzaba Honshu. Higos emergió brevemente sobre las aguas, antes de tocar tierra por segunda vez en Tomakomai en Hokkaidō a las 21:00 UTC del 1 de octubre. En ese momento, la tormenta estaba comenzando a transformarse en un ciclón extratropical, ya las 06:00 UTC del 2 de octubre Higos completó la transición. Simultáneamente, la Centro Conjunto de Advertencia de Tifones (JTWC) suspendió las advertencias. La tormenta continuó hacia el norte antes de cruzar Sakhalin. Los remanentes se disiparon el 4 de octubre al oeste de la península de Kamchatka.

## Preparaciones e impacto

### Estados Unidos

#### Islas Marianas del Norte
El tifón Higos afectó por primera vez a las Islas Marianas del Norte, produciendo vientos de 94 km/h (59 mph), con ráfagas de 183 km/h (114 mph) en Pagan Island. El tifón causó graves daños a las cosechas en Agrigan y Alamagan, lo que provocó escasez de alimentos en las islas. Como resultado, los funcionarios de Saipán enviaron un bote a las islas con alimentos donados por el capítulo local de la Cruz Roja.

### Japón

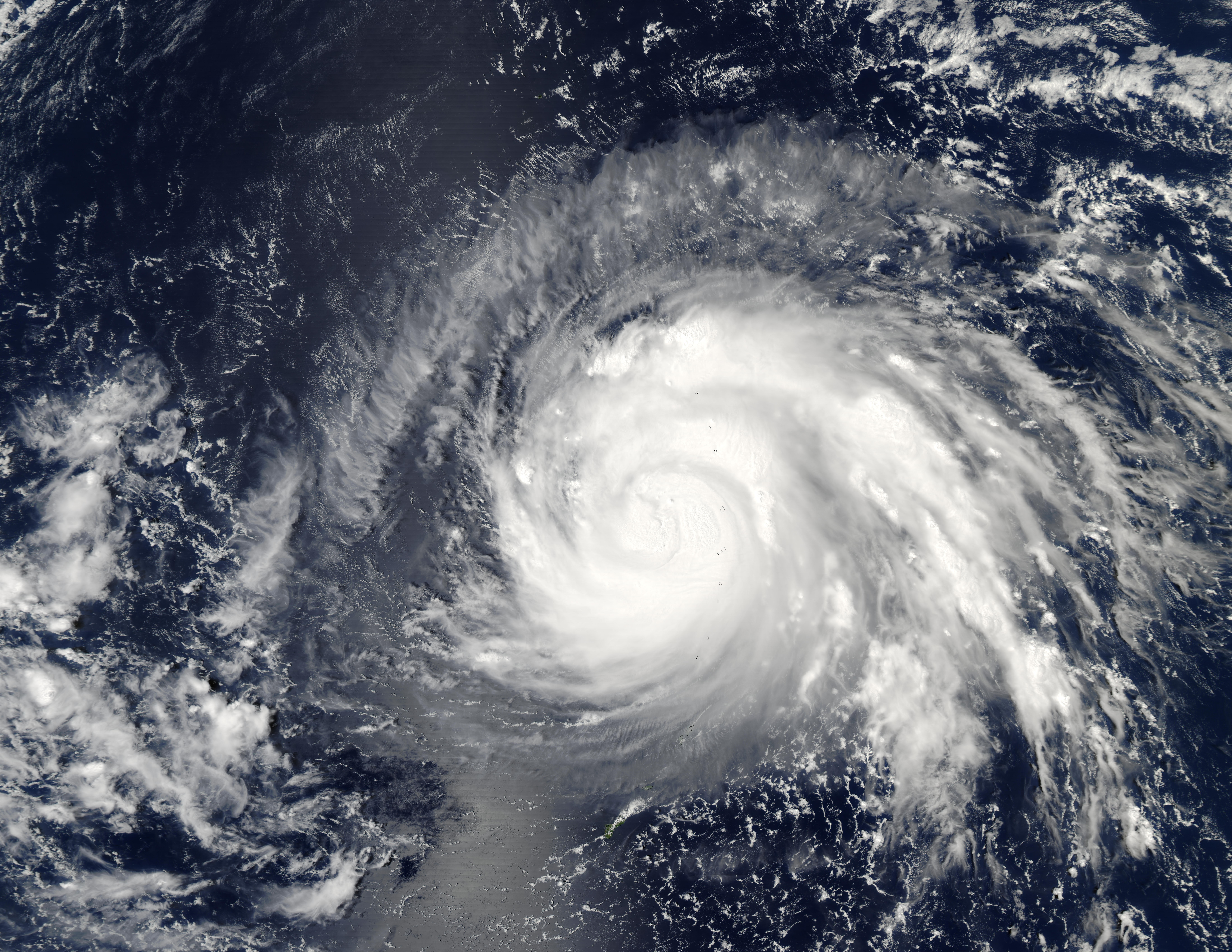
Tormenta tropical Higos cerca de Islas Marianas del Norte el 28 de septiembre de 2002

Antes de que Higos llegara a Japón, los funcionarios cancelaron 300 vuelos en avión y también cancelaron líneas de tren y servicio de ferry. Se pospusieron algunos juegos de béisbol y los negocios cerraron temprano. El tifón afectó a las islas periféricas de Japón, provocando cortes de energía debido a los fuertes vientos. Al tocar tierra en Japón, Higos produjo fuertes vientos que alcanzaron un máximo de 104 km/h (65 mph) en Shizuoka. Los vientos en Tokio alcanzaron los 94 km/h (58 mph). Se informaron ráfagas de viento más fuertes en Hokkaido después de que Higos se volvió extratropical, incluida una ráfaga máxima de 161 km/h (100 mph) en Urakawa. Varias estaciones en Japón informaron ráfagas de viento récord. El tifón también dejó caer lluvias torrenciales que alcanzaron un máximo de 346 mm (13,6 pulgadas) en Hakone en Kanagawa; la misma estación informó un total de una hora de 80 mm (3,15 pulgadas). El tifón arrastró 25 barcos a tierra, incluido un carguero en la isla Izu-Oshima. Una mujer fue arrastrada por las olas altas.
Un total de 2.254 casas se inundaron en el país, lo que obligó a miles de personas a evacuar. En total, 2.694 casas sufrieron daños y otras 12 quedaron destruidas. Muchas casas perdieron sus techos y los fuertes vientos dejaron 608.130 edificios sin electricidad en Honshu, junto con miles de electricidad en Hokkaido. Dos personas murieron electrocutadas por cables eléctricos caídos. Las fuertes lluvias provocaron deslizamientos de tierra cerca de Tokio, que destruyeron algunos edificios y provocaron que el río Tama alcanzara niveles por encima de lo normal. En todo Japón, el tifón interrumpió el transporte al forzar el cierre de carreteras. Los escombros de la tormenta hirieron a varias personas y el marco de una ventana de acero golpeó y mató a un hombre en Yokohama. Un árbol cayó sobre un automóvil, hiriendo a una persona. Los daños asegurados en Japón ascendieron a ¥ 261 mil millones ($2.14 mil millones en 2002 USD). En la prefectura de Iwate, hubo alrededor de ¥ 8 mil millones ($73 millones de dólares de 2002) en daños, principalmente por carreteras y edificios públicos dañados. Los daños a la agricultura en la prefectura superaron los 2.000 millones de yenes (18,3 millones de dólares en 2002) por primera vez desde el tifón Mireille en 1991. Hubo cinco muertos y 108 personas heridas; esto incluyó a 55 personas que resultaron heridas en Tokio.

### Rusia

#### Extremo Oriente
Después de volverse extratropical, Higos afectó a las islas Kuriles y más tarde a Sakhalin. Se cortó el suministro eléctrico en 22 ciudades y se canceló el servicio de ferry. En Sakhalin, los fuertes vientos derribaron muchos árboles, algunos de los cuales bloquearon carreteras. Seis personas resultaron heridas por árboles caídos. Los restos de Higos volcaron dos barcos frente a la costa de Primorye, matando a siete personas.